# Дин Цзыхань
Дин Цзыха́нь (кит. трад. 丁子涵, пиньинь Dīng Zǐhán; род. 21 февраля 2006, Тайбэй) — тайваньская фигуристка, выступающая в одиночном катании. Трёхкратная чемпионка Тайваня (2022—2024), участница чемпионата мира (2022).

## Биография
Дин родилась 21 февраля 2006 года в Тайбэе (Китайская Республика). Родители за свой счёт, а также при привлечении средств со стороны знакомых и местных филантропов, оплачивают расходы, связанные со спортивной карьерой дочери. Дин обучается в одной из тайбэйских школ, в 2019 году была четвёртой по успеваемости в своём классе. В свободное от катания время она увлекается самодельничеством и кулинарией. Среди фигуристов Дин особенно выделяет олимпийского чемпиона Юдзуру Ханю и его произвольную программу «Hope and Legacy».

## Карьера

### Ранние годы
Первоначально Дин каталась на ролликах, но когда её было шест с половиной лет, тренер разглядел в девочке необходимые способности и потенциал для перехода на фигурные коньки. Три сезона подряд, с 2016 по 2018 год, она становилась чемпионкой Тайваня в детских возрастных категориях. В 2019 года Дин выиграла юниорский национальный чемпионат.
В 2017 году в рамках турнира Asian Open Trophy в категории начинающих (Novice) Дин, которой на тот момент было одиннадцать лет, являлась самой младшей участницей соревнований. Кроме успехов на домашнем льду, фигуристка была победительницей детских международных турниров, таких как Rooster Cup (2018) и Oceania International (2019).

### Сезон 2019/2020
В 2019 году помимо тренировок с основным тренером Чэнь Говэнем в Тайбэе, Дин дополнительно начала работать с канадским специалистом Джои Расселом. В этом сезоне она во второй раз подряд выиграла чемпионат Тайваня среди юниоров, превзойдя ближайшую конкурентку Мэнди Цзян почти на сорок баллов.
В течение сезона 2019/2020 Дин дебютировала в юниорской серии Гран-при. Фигуристка была заявлена на два максимально возможных этапа, но выступила лишь на одном из них. На этапе серии, проходившем в Польше, Дин заняла одиннадцатое место среди тридцати шести участниц. В конце сезона она квалифицировалась в финальную часть (произвольную программу) в рамках юниорского чемпионата мира.

### Сезоны 2020/2022
В новом соревновательном сезона спортсменка в третий раз подряд стала триумфатором юниорского чемпионата Тайваня. Но дальнейшие международные состязания среди юниоров были отменены в связи с распространением коронавируса.
2021 год стал дебютным для Дин во взрослой возрастной категории. На Nebelhorn Trophy, который был олимпийским квалификационным турниром, фигуристка установила личный рекорд по сумме баллов, и заняла десятое место. Этот результат принёс сборной Тайваня место третьих запасных в женском одиночном катании на Олимпийских играх в Пекине.

## Программы
| Сезон     | Короткая программа             | Произвольная программа               |
| --------- | ------------------------------ | ------------------------------------ |
| 2022–2023 | - «Capone» Ронан Хардиман      | - «Призрак Оперы» Эндрю Ллойд Уэббер |
| 2020–2022 | - «Сумерки» Картер Бёруэлл     | - «Аладдин» Алан Менкен              |
| 2019–2020 | - «Труп невесты» Дэнни Эльфман | - «Волшебная страна» Ян Качмарек     |
| 2018–2019 | - «Гарри Поттер» Джон Уильямс  | - «Возвращение кота» Юдзи Номи       |

## Результаты
CS: Challenger Series
| Соревнования                   | 16/17         | 17/18         | 18/19         | 19/20         | 20/21         | 21/22         | 22/23         | 23/24         |
| Международные                  | Международные | Международные | Международные | Международные | Международные | Международные | Международные | Международные |
| ------------------------------ | ------------- | ------------- | ------------- | ------------- | ------------- | ------------- | ------------- | ------------- |
| Чемпионат мира                 |               |               |               |               |               | 26            |               |               |
| Четыре континента              |               |               |               |               |               | 15            | 13            | 10            |
| CS Finlandia Trophy            |               |               |               |               |               |               |               | 10            |
| CS Lombardia Trophy            |               |               |               |               |               |               | 8             |               |
| CS Nebelhorn Trophy            |               |               |               |               |               | 10            | 4             |               |
| Asian Open Trophy              |               |               |               |               |               | 4             | 3             | 2             |
| Bosphorus Cup                  |               |               |               |               |               |               |               | 1             |
| Sofia Trophy                   |               |               |               |               |               |               | 5             |               |
| Nordics Open                   |               |               |               |               |               | 2             |               |               |
| Международные среди юниоров    |               |               |               |               |               |               |               |               |
| Чемпионат мира                 |               |               |               | 17            |               |               |               |               |
| Гран-при Польши                |               |               |               | 11            |               |               |               |               |
| Bavarian Open                  |               |               |               | 5             |               |               |               |               |
| Международные среди начинающих |               |               |               |               |               |               |               |               |
| Asian Open Trophy              |               | 8             | 4             |               |               |               |               |               |
| Oceania International          |               |               | 1             |               |               |               |               |               |
| Rooster Cup                    |               | 1             |               |               |               |               |               |               |
| Национальные                   |               |               |               |               |               |               |               |               |
| Чемпионат Тайваня              |               |               |               |               |               | 1             | 1             | 1             |
| ЧТ среди юниоров               |               |               | 1             | 1             | 1             |               |               |               |
| ЧТ среди начинающих            | 1             | 1             |               |               |               |               |               |               |